# 도전 퀴즈 퀸
도전 퀴즈 퀸은 대한민국의 SBS에서 제작·방송했던 주부 퀴즈 프로그램이다.

## 대결 방식
16개의 문제판을 공개한다. 난이도에 따라 5만원, 10만원, 15만원, 20만원 문제가 4개씩 들어있다. 원하는 문제를 골라 정답을 맞히면 해당 상금을 가져가며, 그렇지 않으면 해당 상금을 감점 당하게 된다. 빙고에 성공했을 시에는 50만원의 보너스 점수를 얻는다.